# Cacajao amuna
Cacajao amuna — вид приматів з родини Cricetidae з Бразилії — штату Акко й південного заходу штату Амазонас. Його поширення охоплює приблизно 30 000 км² і розташоване на схід від річки Тарауака.

## Морфологія
Його шерсть майже повністю біла, без жовтих, сірих або червоних відтінків, як C. calvus, його сестринського таксону. Хвіст відносно короткий. Вуса червонувато-коричневі і світліші, ніж чорні або червонувато-коричневі у C. calvus. Передпліччя мають жовтуватий відтінок, шерсть на руках і ногах помаранчева або сіра, нижня сторона хвоста кремова.